# Dick Bunt
Richard J. Bunt, detto Dick (Queens, 13 luglio 1929 – North Salem, 10 febbraio 2021), è stato un cestista e allenatore di pallacanestro statunitense, professionista nella NBA.

## Carriera
Venne selezionato dai New York Knicks al terzo giro del Draft NBA 1952.